# Longlin
Longlin (em chinês tradicional: 隆林各族自治縣; chinês simplificado: 隆林各族自治县; pinyin:  Lónglín Gèzú ZìZhì Xiàn; zhuang:Lungzlaem Gozcuz Swci Yen) é uma condado autônomo da Baise, localidade situada ao sudoeste da Região Autónoma Zhuang de Quancim, na República Popular da China. Ocupa uma área total de 3.543 Km². As etnias presentes na cidade são Zhuang, Yao, Hui, Miao, Han e Dong. Segundo dados de 2010,  Longlin possuí  378 500 habitantes, 53.68% das pessoas que pertencem ao grupo étnico Zhuang.